# 日頃市站

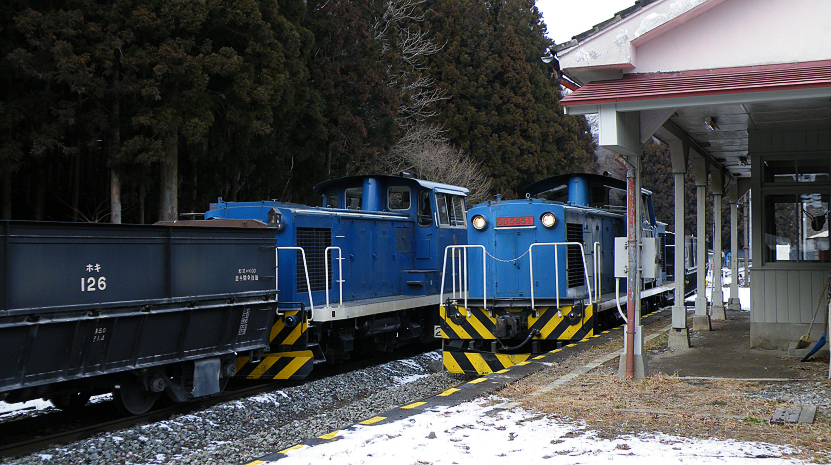
列車交會（2009年）

日頃市站（日语：／ Hikoroichi eki */?）是位於岩手縣大船渡市大字日頃市町，岩手開發鐵道的日頃市線貨運車站。
此站雖然為貨運車站，但是沒有貨物起卸。車站的功能用作列車交會（信號場）。

## 歷史
- 1950年（昭和25年）10月21日 - 車站啟用[1]。
- 1992年（平成4年）4月1日 - 結束客運業務<[1]。

## 車站構造
車站是一座地面車站，設有列車交會設備，可讓兩架列車進行交會。由於曾經設有客運業務，站內遺留了車站大樓和單式月台。車站大樓門口已經封鎖，不能進入內部。
另外，車站靠近盛一方設有隧道。

## 相鄰車站
岩手開發鐵道
日頃市線
長安寺－日頃市－岩手石橋

## 注腳
1. 1 2  会社案内 （页面存档备份，存于）（日語） - 岩手開發鐵道